# Focus (tidskrift)
Focus är en tysk tidskrift som utges veckovis och handlar om aktuella händelser i Tyskland och omvärlden. Tidskriften är politiskt konservativ och lutar sig mot ekonomisk liberalism.
Focus grundades 1993 som en direkt konkurrent till Der Spiegel och utges av Hubert Burda Media. Fjärde kvartalet 2011 hade tidskriften enligt IVW en upplaga på 564 939 exemplar. Deutsche Media-Analyse har räknat ut att tidskriften når nära 5,6 miljoner läsare.[källa behövs]